# Trò chơi năm 1990
Trang này liệt kê các board game, card game, wargame, miniatures game, và trò chơi nhập vai tabletop xuất bản năm 1990. Đối với trò chơi điện tử, xem Trò chơi điện tử năm 1990.

## Trò chơi được phát hành hoặc phát minh năm 1990
- Ancients
- Battlelords of the 23rd Century (trò chơi nhập vai)
- Careers for Girls
- Carrier
- Cyberpunk 2020 (trò chơi nhập vai)
- De Bellis Antiquitatis
- Eurorails
- GURPS Cyberpunk (trò chơi nhập vai bổ sung)
- Hoity Toity
- Icar (trò chơi nhập vai)
- Nightlife (trò chơi nhập vai)
- Republic of Rome
- Rifts (trò chơi nhập vai)
- Space Crusade
- Timelords phiên bản thứ 2 (trò chơi nhập vai)
- Torg (trò chơi nhập vai)

## Giải thưởng trò chơi được trao năm 1990
- Spiel des Jahres: Adel Verpflichtet (tên tiếng Anh Hoity Toity)
- Deutscher Spiele Preis: Adel Verpflichtet

## Sự kiện lớn liên quan đến trò chơi năm 1990
- GMT Games được thành lập.
- Wizards of the Coast được thành lập ở Renton, Washington.